# Pedro Sánchez

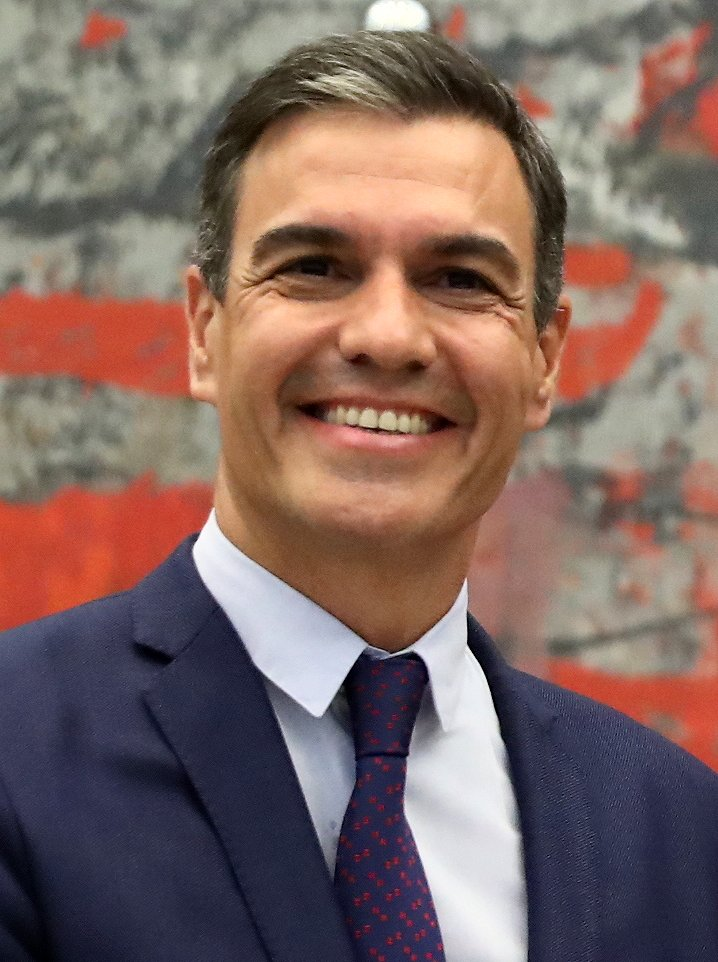
Pedro Sánchez, 2022

Pedro Sánchez Pérez-Castejón (* 29. Februar 1972 in Madrid) ist ein spanischer Politiker und Hochschullehrer für Wirtschaftswissenschaften. Von Juli 2014 bis Oktober 2016 war und seit Mai 2017 ist Sánchez Generalsekretär und somit Parteivorsitzender des Partido Socialista Obrero Español (PSOE). Seit Juni 2018 ist er Ministerpräsident von Spanien. Seither wurde die PSOE bei zwei vorgezogenen Parlamentswahlen (April 2019 und November 2019) stärkste Partei. Bei den vorgezogenen Parlamentswahlen im Juli 2023 wurde die PSOE nur zweitstärkste Kraft; Sánchez blieb dennoch Ministerpräsident. Des Weiteren ist er Vorsitzender der Sozialistischen Internationale.

## Ausbildung und Privates
Sánchez stammt aus dem Madrider Stadtbezirk Tetuán.
Von 1990 bis 1995 studierte er Betriebswirtschaftslehre an der Universität Complutense und erwarb 1998 an der Freien Universität Brüssel einen Master in Politischer Ökonomie der Europäischen Union (EU). Im Jahr 2012 promovierte er an der Universität Camilo José Cela mit einer Arbeit über spanische Wirtschaftsdiplomatie und lehrte auch dort Wirtschaftswissenschaften. Neben Spanisch spricht er Englisch und Französisch.
Sánchez ist seit 2006 mit der Marketingexpertin Begoña Gómez verheiratet, die für Banken und Nichtregierungsorganisationen arbeitete. Sie haben zwei Töchter.

## Politischer Werdegang

### Internationaler Mitarbeiter, Abgeordneter
Sánchez trat 1993 im Alter von 21 Jahren dem PSOE bei. 1998 wurde er Mitarbeiter der spanischen Europaabgeordneten Barbara Dührkop und kurz später Kabinettschef des Hohen Repräsentanten für Bosnien und Herzegowina Carlos Westendorp. Bei der Kommunalwahl 2003 stand er auf Platz 23 der Stadtratsliste des PSOE für Madrid. Da die Sozialisten nur 21 Mandate errangen, zog er erst 2004 als Nachrücker in den Stadtrat ein. 2007 wurde er wiedergewählt. Das Stadtratsmandat übte er bis September 2009 aus, als er – wiederum als Nachrücker – Mitglied des Spanischen Abgeordnetenhauses wurde.
Bei den spanischen Parlamentswahlen 2011 belegte er den elften Platz auf der PSOE-Liste für den Wahlkreis Madrid, der jedoch nicht ausreichte, da die Sozialisten in diesem Wahlkreis nur zehn Mandate gewannen. In der Folge widmete er sich seinen beruflichen Tätigkeiten als Wirtschaftsberater und als Dozent an der Universität Camilo José Cela. Im Januar 2013 wurde er erneut als Nachrücker Mitglied des Abgeordnetenhauses.

### Regierungsbildungsversuche als PSOE-Chef
Als der bisherige PSOE-Generalsekretär Alfredo Pérez Rubalcaba nach der Europawahl 2014 seinen Rücktritt ankündigte, erklärte Sánchez, für das Amt des Generalsekretärs zu kandidieren. In einer Vorwahl durch die PSOE-Basis setzte er sich im Juli 2014 mit 49 % der Stimmen gegen seine Mitbewerber Eduardo Madina (36 %) und José Antonio Pérez Tapias (15 %) durch und wurde daraufhin am 26. Juli 2014 auf dem Parteitag des PSOE auch offiziell zum Parteichef gewählt.
2015 trat Sánchez bei der Parlamentswahl als Spitzenkandidat der Sozialisten gegen den PP-Kandidaten und Amtsinhaber Mariano Rajoy an. Nach der Wahl, die das Ende des spanischen Zweiparteiensystems und die Notwendigkeit breiter Koalitionen bedeutete, teilte Rajoy König Felipe VI. aufgrund fehlender Unterstützung anderer Parteien mit, derzeit nicht für das Amt des Ministerpräsidenten zur Verfügung zu stehen. Daraufhin schlug der König am 2. Februar 2016 dem Parlament Sánchez für die Wahl zum Ministerpräsidenten vor. Dieser versuchte nun erfolglos, über eine Regierung mit der linken Podemos und den bürgerlichen Ciudadanos zu verhandeln. Lediglich mit den Ciudadanos konnte er ein Abkommen erreichen.
Im ersten Wahlgang am 2. März 2016 entfielen auf Sánchez nur 130 Stimmen von PSOE und Ciudadanos bei 219 Gegenstimmen und einer Enthaltung. Ein zweiter Wahlgang fand daher am 4. März 2016 statt, wobei auf Sánchez 131 Stimmen entfielen. Neben PSOE und Ciudadanos stimmte ein einziger Abgeordneter der Regionalpartei Coalicion Canaria für ihn. Wegen seines erneuten Scheiterns kam es am 26. Juni 2016 zu Neuwahlen, bei denen der PSOE trotz besseren Ergebnisses als 2015 Mandate einbüßte, aber Mariano Rajoys PP zulegte. Die Grundsituation blieb dennoch bestehen: keine Partei wollte sich einer Regierung der durch Korruptionsprozesse belasteten Konservativen anschließen, was Verhandlungen über eine Große Koalition, das einzig realistische Zweiparteienbündnis, praktisch unmöglich machte. Hinzu kam die zu erwartende Befürchtung, dass der bereits seit der Finanzkrise 2008 geschwächte PSOE durch eine solche Koalition mit dem als erzkonservativ geltenden Partido Popular den Großteil seiner Wähler in Zukunft an die neue Linksaußen-Partei Podemos verlieren würde. Der nach wie vor geschäftsführende Ministerpräsident Rajoy stellte sich am 31. August und 2. September 2016 in zwei Wahlgängen mit den Stimmen von PP und den oppositionellen Ciudadanos zur Wahl, verlor aber beide mit dem identischen Ergebnis von 170 Ja- zu 180 Nein-Stimmen.
Nach dem schlechten Abschneiden des PSOE bei den Regionalwahlen im Baskenland und in Galicien vom 25. September 2016 verstärkte sich die innerparteiliche Kritik an Sánchez’ Haltung, auf keinen Fall mit Rajoy zusammenzuarbeiten. 17 Mitglieder des Parteivorstands erklärten ihren Rücktritt. Bei einer Sitzung des Parteirats (comité federal) am 1. Oktober 2016 erlitt Sánchez mit seinem Kurs eine Abstimmungsniederlage, worauf er vom Posten des Generalsekretärs zurücktrat. Die Übergangs-Parteiführung beschloss darauf, zwei Tage vor Ablauf der Frist die dritten Neuwahlen innerhalb eines Jahres zu verhindern, indem ihre Abgeordneten sich beim folgenden erneuten Zweiten Wahlgang Rajoys der Stimme enthalten sollten, da ihm eine einfache Mehrheit zur Wahl genügte. Sánchez legte daraufhin aus Protest sein Abgeordnetenmandat noch vor der Abstimmung nieder.

### Rückkehr an die Parteispitze und Ministerpräsident

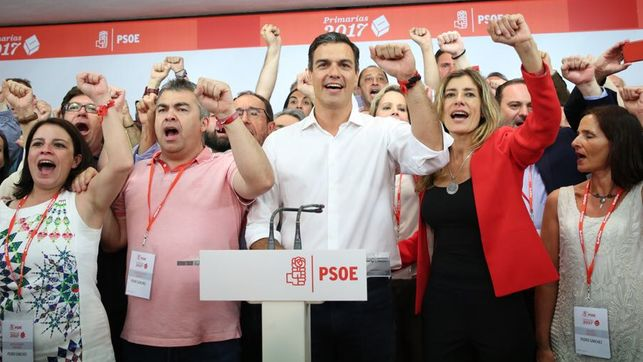
Sánchez und Unterstützer singen nach seinem Sieg bei der Parteiurwahl im Mai 2017 Die Internationale

Im Februar 2017 kündigte er seine Kandidatur für den nach seinem Rücktritt neuzuwählenden Vorsitz der PSOE an; gegen ihn stellte sich allerdings unter anderem der frühere Ministerpräsident Felipe González, der schon früh eine Große Koalition gefordert hatte. Im Zuge einer Urwahl wurde Sánchez, der als bei der Parteibasis besonders beliebt galt, am 21. Mai 2017 erneut zum Vorsitzenden gewählt. Er setzte sich mit 74.805 von 148.937 Stimmen, also mehr als der Hälfte, durch gegen Susana Díaz (39,9 %) – die Regierungschefin von Andalusien, die schon seit längerem als einflussreiche „Fädenzieherin“ im Hintergrund galt und über prominente Unterstützung aus der Parteispitze verfügte – sowie gegen den ehemaligen Regierungschef des Baskenlandes Patxi López (9,9 %).
Am 1. Juni 2018 wurde Sánchez, erstmals in der Geschichte des spanischen Parlamentarismus, per Misstrauensvotum zum Ministerpräsidenten von Spanien gewählt und löste dabei Mariano Rajoy ab; Sánchez erhielt 180 von 350 Stimmen (169 für Rajoy, eine Enthaltung). Seine Partei verfügte aber nur über 84 Sitze im Parlament und Sánchez’ neue Minderheitsregierung (Kabinett Sánchez I) musste daher auf die Duldung durch Unidos Podemos, PNV und verschiedene separatistische Parteien hoffen. Er setzte auf eine politische Befriedung der Katalonien-Krise und suchte vergeblich einen Ausgleich mit der katalanischen Regionalregierung unter Quim Torra, die auf Offerten aus Madrid nicht reagierte.
Am 12. Februar 2019 begann der Strafprozess gegen die zwölf angeklagten ehemaligen katalanischen Regionalminister und Aktivisten. Am Tag danach stimmten im spanischen Parlament die separatistischen Parteien Esquerra Republicana de Catalunya (ERC) und Partit Demòcrata Europeu Català (PdeCAT) gemeinsam mit der Opposition von PP und Ciudadanos gegen den Haushalt der von ihnen bisher geduldeten Minderheitsregierung. Bei den vorgezogenen Parlamentswahlen am 28. April 2019 wurde Sánchez’ sozialistische PSOE mit 123 von 350 Mandaten die stärkste Partei. Sánchez wurde am 7. Juni 2019 vom König mit der Regierungsbildung beauftragt; die Gespräche mit anderen Parteien scheiterten jedoch, so dass er bei den Abstimmungen im Parlament weder im ersten noch im zweiten Wahlgang (am 23. Juli und 25. Juli 2019) die nötige Mehrheit fand. Daher wurde am 10. November 2019 ein neues Parlament gewählt. Sánchez’ PSOE blieb trotz leichter Verluste stärkste Partei.
Am 7. Januar 2020 wurde Sánchez zum Ministerpräsidenten einer Minderheitsregierung der PSOE in Koalition mit der linkspopulistischen Unidas Podemos gewählt, der ersten Koalition in der neueren Geschichte Spaniens. 167 Abgeordnete stimmten für ihn, 165 Abgeordnete gegen ihn, 18 enthielten sich. Unterstützt wurde Sánchez von mehreren kleinen Regionalparteien, darunter den baskischen Nationalisten (PNV). Die katalanische Separatistenpartei ERC enthielt sich bei der Abstimmung und ermöglichte so die Wahl gegen ein Versprechen eines erneuten Dialogs zu der politischen Zukunft der Autonomie Kataloniens. Am 10. Januar 2020 stellte Sánchez sein neues Kabinett vor.
Im Oktober 2020 wurde ein gegen Sánchez gerichteter Misstrauensantrag der umstrittenen Partei Vox, die von den meisten Beobachtern als faschistisch eingestuft wird, mit 298 der 350 parlamentarischen Stimmen abgelehnt. Kein Misstrauensantrag in Spanien war bisher in solcher Deutlichkeit abgelehnt worden. Nur die 52 Vox-Abgeordneten stimmten dafür.
Ende November 2022 wurde Sánchez als Nachfolger von Giorgos A. Papandreou zum Vorsitzenden der Sozialistischen Internationale gewählt.
Im Dezember 2022 schaffte das spanische Parlament nach Vorschlag der Regierung den Straftatbestand der Aufwiegelei ab und ersetzte ihn durch den Straftatbestand der Störung der öffentlichen Ordnung, der weniger strenge Strafen vorsieht. Rechte Gruppen beschuldigten Sánchez, sich auf diese Weise die Unterstützung der katalanischen Unabhängigkeitspartei ERC im Parlament sichern zu wollen. Sie lehnten auch ein neues Gesetz gegen sexuelle Gewalt ab, das die Strafe für Vergewaltigung verschärft, andere Sexualdelikte jedoch milder ahndet. Am 21. Januar 2023 demonstrierten mindestens 30.000 Menschen in Madrid gegen die Strafrechtsreform von Sánchez. Zu den Protesten hatten die nationalkonservative Vox, die konservative Volkspartei Partido Popular (kurz: PP) und die Ciudadanos aufgerufen. Nach Angaben der Veranstalter nahmen sogar bis zu 700.000 Menschen an der Kundgebung teil. Die Demonstranten forderten Sánchez zum Rücktritt auf.
Im Anschluss an die spanischen Parlamentswahlen am 23. Juli 2023, bei der Sánchez’ Partei knapp zweitstärkste Kraft wurde, wurde er am 16. November 2023 erneut zum Ministerpräsidenten gewählt. Sánchez konnte sich vor dem Oppositionsführer Alberto Núñez Feijóo, der mit seiner Partei zwar stärkste Kraft geworden war, jedoch nicht genug Rückhalt bei Abgeordneten anderer Parteien fand, die nötige absolute Mehrheit im Abgeordnetenhaus sichern. Er erhielt die Stimmen seines Koalitionspartners Sumar sowie von sechs nicht an der Regierung beteiligten Parlamentsparteien, deren Zustimmung er sich unter anderem mit dem Versprechen an die katalanischen Parteien Junts per Catalunya und ERC gesichert hatte, ein Amnestiegesetz für mit der Katalonien-Krise und dem gescheiterten Abspaltungsversuch Kataloniens in Zusammenhang stehende Straftaten zu verabschieden. Am 21. November 2023 stellte er sein drittes Kabinett vor.
Im April 2024 zog Sánchez öffentlich einen Rücktritt in Erwägung, nachdem es eine Korruptionsanzeige gegen seine Ehefrau gegeben hatte. In den folgenden Tagen kam es zu Solidaritätskundgebungen für Sánchez in Madrid und anderen Städten Spaniens. Wenige Tage später verkündete er, im Amt bleiben zu wollen. Mitte Juni 2025 wurde aufgrund eines Polizeiberichts erneut eine Korruptionsaffäre in der PSOE bekannt: zwei Spitzenkader sollen an öffentlichen Ausschreibungen mitverdient und öffentliche Gelder für Orgien mit Prostituierten aufgewendet haben. Im Zuge der Ermittlungen durch die Unidad Central Operativa wurde auch die Parteizentrale der Sozialisten durchsucht. Hinzu treten ältere Vorwürfe gegen Parteimitarbeiter und verbündete Politiker, aber auch gegen Sanchez’ Bruder. Bereits Anfang des Monats hatte die oppositionelle Partido Popular eine Protestkundgebung in Madrid organisiert. Ebenfalls im Sommer 2025 betrieb die Regierung ein Gesetzesprojekt zum strengeren Schutz von Staatsgeheimnissen, worin Kritiker ein Mittel der Vertuschung sahen.
Als Premierminister setzte sich Sánchez persönlich für die Anerkennung Palästinas als Staat ein und vollzog diese mit Spanien und im Schulterschluss mit Norwegen und Irland im Mai 2024.
Am 30. Mai 2024 stimmte das Parlament in Madrid mit 177 zu 172 Stimmen dem vom Kabinett Sánchez II vorgeschlagenen Amnestiegesetz zu. Es kam etwa 400 katalanischen Aktivisten zugute. Das Verfassungsgericht erklärte es nach einen Prüfungsantrag des Obersten Gerichtshofs vom Juli 2024 am 26. Juni 2025 für rechtsmäßig.

## Positionen
Sánchez ist ein Gegner der Prostitution und tritt für deren Abschaffung ein.
Vor dem Hintergrund der humanitären Krise im Gazastreifen seit dem Krieg in Israel und Gaza seit 2023 hat Sánchez die anderen EU-Mitgliedstaaten dazu aufgerufen, das Assoziierungsabkommen mit Israel sofort auszusetzen. Er sprach am 26. Juni 2025 vor dem EU-Gipfel in Brüssel von einer sich zuspitzenden „katastrophalen Völkermordlage“ im Gazastreifen. Dabei bezog er sich auf einen aktuellen Bericht des Europäischen Auswärtigen Dienstes (EAD): In dem Bericht wird unter Berufung auf unabhängige internationale Organisationen darauf hingewiesen, dass es Anzeichen gebe, Israel könnte gegen seine menschenrechtlichen Verpflichtungen verstoßen haben.

## Schriften (Auswahl)
- La nueva diplomacia económica española (zusammen mit Ocaña Orbi). Edición Delta, Collado Villalba 2014, ISBN 978-84-15581-51-2. – Das Werk basiert auf der Doktorarbeit von Sanchez, für die er des Plagiats beschuldigt wurde.[33]
- Manual de Resistencia (Autobiografie). Ediciones Península, 2019, ISBN 978-84-9942-795-9.[34]
- Tierra firme. Ediciones Península, 2023, ISBN 978-84-1100-223-3.[35]